# 王蘊 (東晉)
王蘊（330年—384年），字叔仁，小字阿興，太原晉陽（今山西太原）人。名士王濛之子，晉哀帝時國舅（哀靖皇后王穆之為其姊），晉孝武帝岳父，妻劉氏，東晉外戚，在當時有聲譽，與兄長王脩在當時被稱許為：「苟子秀出，阿興清和。」

## 生平
王蘊初任佐著作郎，多次升遷後至尚書吏部郎。當時每次有職位空缺都有不少人向王蘊請求上任，但王蘊不壓抑寒門，也不會因被人請求而左右決定。王蘊則是接連向輔政的會稽王司馬昱報告哪些人有才能和地位，務求推薦賢達，依隨其規律，所以人們即使不能被選上也沒有怨恨。
後出任吳興太守，頗有德政，郡中曾發生飢荒，王蘊立刻開糧倉賑災，不少人就因王蘊此舉而得以保全性命。但未開倉時其主簿就曾勸王蘊先向朝廷請示，等待准許後才開倉，但王蘊認為人民危在旦夕，沒有時間空等朝廷准許；又認為即使獲罪也是因堅持仁義之舉而起，不感可惜。」最後朝廷果然因王蘊違反規則而免去其官職，但因士庶皆為其申訴，最終只貶其為晉陵太守。王蘊在晉陵亦有治績，受百姓歌頌。
寧康三年（375年），其女王法慧被晉孝武帝納為皇后，王蘊以皇后之父的身份獲授光祿大夫，領五兵尚書、本州大中正，封建昌縣侯。但王蘊認為自夏商周三代制度中都沒有因為與皇室結姻親而賜爵位的例子，於是堅持不肯接受，雖得朝廷下詔力勸但仍不肯接受官職及爵位。至太元元年（376年），以尚書僕射掌政的謝安打算以王蘊外出為方伯，在讓桓沖解任徐州刺史後，就授予王蘊都督京口諸軍事、左將軍、徐州刺史、假節。當時王蘊再次辭讓，但謝安勸說王蘊不應妄自菲薄，要他接受職位。王蘊於是接受任命，出鎮京口。後來，王蘊受徵召為尚書左僕射，後遷丹楊尹，加散騎常侍。然而此時王蘊又自己和皇室的姻親關係，不欲續在內朝，於是苦求外任，朝廷順從並改以王蘊都督浙江東五郡諸軍事、鎮軍將軍、會稽內史。
太元九年（384年），王蘊去世，享年五十五歲，朝廷追贈左光祿大夫、開府儀同三司。

## 性格特徵
- 王蘊好酒，晚年更是嚴重酗酒，任會稽內史時更醒日略少。

## 子女
- 王華，長子，早卒。
- 王恭，次子，官至前將軍，兗、青二州刺史。後兩度舉兵先後討伐王國寶及司馬尚之兄弟，兵敗被殺。
- 王熙，太子洗馬，娶鄱陽公主。[2]
- 王履，
- 王爽，官至侍中。後參與王恭起兵，王恭兵敗後被誅殺。
- 王法慧，晉孝武帝皇后。